# Yucca desmetiana
Espèce
Yucca desmetiana est une espèce Mexicaine de plante à fleurs appartenant à la famille des Asparagaceae.

## Distribution et habitat
Elle est native du nord du Mexique depuis Chihuahua à Aguascalientes de San Luis Potosí à Tamaulipas.

## Description
Yucca desmetiana est cultivé comme plante ornementale dans de nombreux endroits principalement en raison de la couleur de son feuillage. Les feuilles sont  gris bleuâtre lorsqu'elle sont jeune, virant au bordeaux à mesure qu'elles vieillissent. Elle necessite peu d'entretien, avec des faible besoin en eau. Il convient comme bordure de jardin en sol sablonneux. Il produit un tronc prostré. Il ne fleurit que très rarement et ne donne jamais de graines. La fécondation de ces yuccas est certainement uniquement réalisée par quelques espèces de Microlépidoptères dans son milieu naturel. On ne peut le multiplier que par bouturage. Il est probable que Yucca desmetiana soit en réalité un hybride, bien que ses parents ne soient pas connus avec certitude. Sa résistance au froid est assez bonne; correspondant approximativement une Zone de rusticité 8a (-12°C).
Certains auteurs indiquent l'épithète de "de-smetiana". La publication originale de Baker mentionnait la plantes sous le nom de "Yuca De Smetiana". L'orthographe correcte est sans tiret (selon le code de nomenclature, article CIE 60.9 et  recommandation 60C.5c) Et sans espace et sans majuscule (recommandation 60C 5C).

## Taxonomie
Yucca desmetiana a été décrit par John Gilbert Baker et publié dans The Gardeners' Chronicle & Agricultural Gazette en 1870: 1217. 1870,,.
Étymologie
Yucca: Nom générique donné par Carl von Linné et qui dérive par erreur du mot taína: yuca (écrit avec une seule "c").
desmetiana: épithète relatif , peut-être,  à une situation locale « de smetiana »